# Cantón de Brassac
El cantón de Brassac era una división administrativa francesa, que estaba situada en el departamento de Tarn y la región de Mediodía-Pirineos.

## Composición
El cantón estaba formado por cinco comunas:
- Brassac
- Cambounès
- Castelnau-de-Brassac
- Le Margnès
- Le Bez

## Supresión del cantón de Brassac
En aplicación del Decreto nº 2014-170 de 17 de febrero de 2014, el cantón de Brassac fue suprimido el 22 de marzo de 2015 y sus 5 comunas pasaron a formar parte del nuevo cantón de Las Altas Tierras de Oc.